# U 849 (Kriegsmarine)

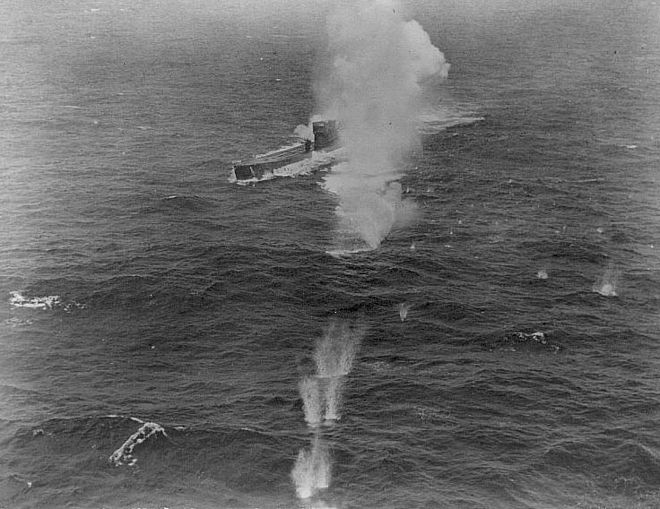
U 849 onder vuur genomen door een vliegtuig op 25 november 1943.

De U 849 was een type IXD2 U-boot van de Duitse Kriegsmarine tijdens de Tweede Wereldoorlog. Kapitein-luitenant-ter-zee Heinz-Otto Schultze was commandant van deze grote U-boot. Van 11 maart 1943 tot 30 september 1943 was het een oefenboot voor de nieuwkomers. Op 1 oktober 1943 werd hij in actieve dienst gesteld. Maar anderhalve maand later werd hij vernietigd voor de monding van de Kongo.

## Geschiedenis
25 november 1943 – De U 849, die voor de monding van de Kongo patrouilleerde, werd door een Amerikaans vliegtuig, op klaarlichte dag verrast en tot zinken gebombardeerd. Belgisch-Congo werd niet door de Duitsers bezet, maar ze voeren voortdurend langs de kuststrook om Belgische en geallieerde vrachtschepen te onderscheppen en te kelderen. De U 849 was onderweg naar de Indische Oceaan om zich aan te sluiten bij het "Monsoon"-Wolfpack dat daar actief was.

## Ondergang
De U 849 werd tot zinken gebracht door een Amerikaanse B-24 Liberator van Squadron VP-107/B op 25 november 1943, in positie 6° 30′ 0″ ZB, 5° 40′ 0″ WL door vliegtuigdieptebommen.